# ルビャンカ

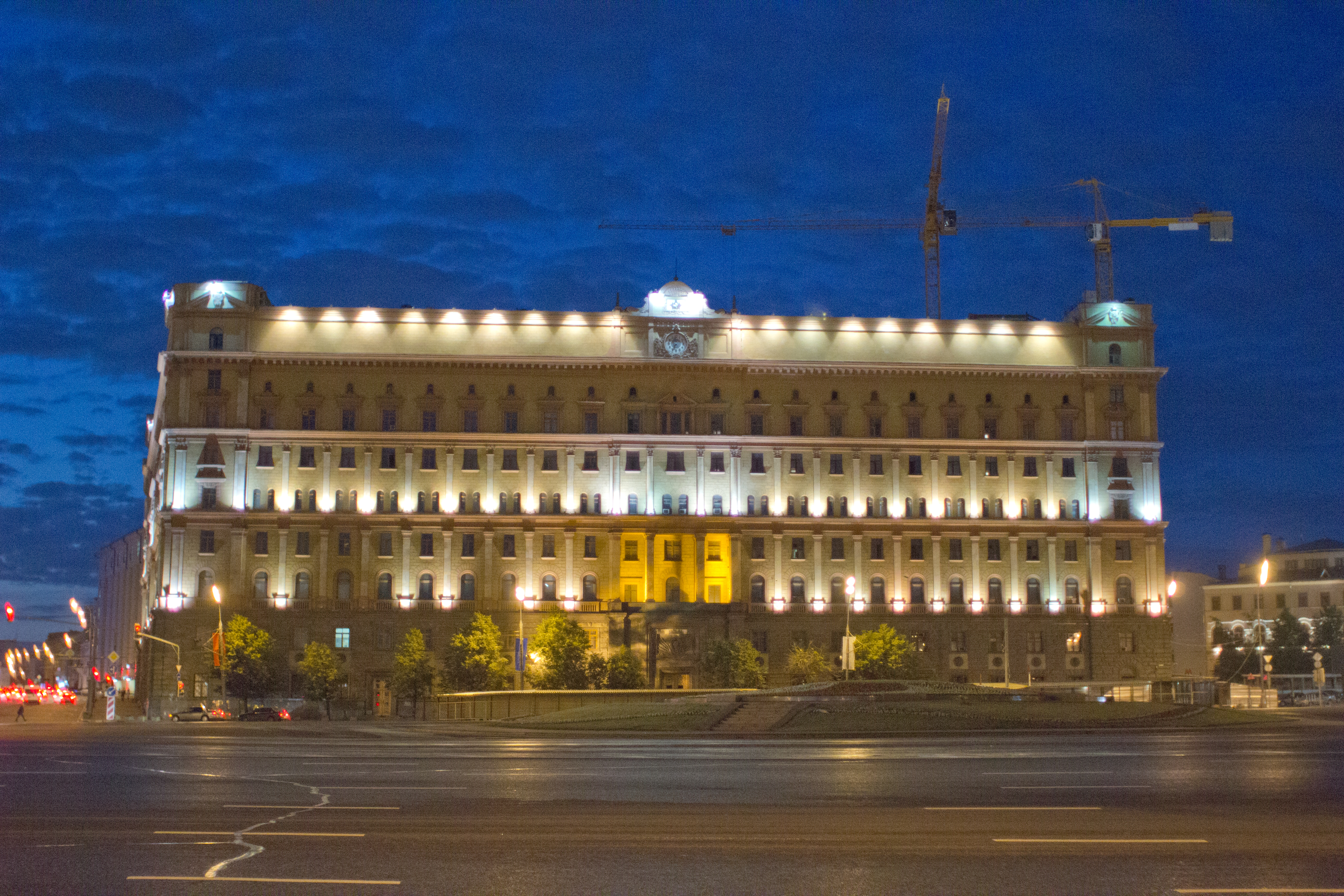
現在のルビャンカ刑務所（2012年撮影）

ルビャンカ（ロシア語: Лубянка、英語: Lubyanka）は、現在のロシア連邦保安庁（FSB）本部庁舎、過去においてはソ連国家保安委員会（KGB）本部及びKGB管轄の刑務所として使われた、モスクワのルビャンカ広場にある黄色い煉瓦造りの大きな建物である。
本部の近所に子供向け商品の百貨店「ジェーツキー・ミール」（子供の世界）がある為、「ジェーツキー・ミールの隣」という隠語で呼ばれることがある。

## 建物

### 帝政ロシア時代
1897年にアレクサンドル・イワノフが設計、1940年 - 1947年にアレクセイ・シューセフが増築を行っている。
このネオバロック様式の建物は、もともと1898年に全ロシア保険会社の本社として建てられ、その美しい寄せ木張りの床と淡い緑色の壁で有名だった。重厚さは否定され、この巨大建造物は荘重な印象を避けた。パラディオ様式とバロック建築の特徴である、角の隅を圧倒する大きさの、極めて詳細な切妻や中央開廊の様な物を避け、古典主義的な正面玄関は繰り返し避けるよう言われた。正面は三本の蛇腹状の束で水平線を強調した。時計は中央に設置され、正面玄関の構成物の一つとなった。

### ソ連時代
ロシア革命により、ルビャンカは政府によってチェーカー本部として使う為に接収された。ソビエト体制下でのロシアの冗談では、「建物の地下から、シベリアが見える」（地下にあった劣悪な収容所を婉曲してシベリアと言った）ので、ルビャンカはモスクワで一番高い建物だと言われていた。大粛清が行われている期間、ルビャンカは、内務人民委員部の人員増加の為、ますます窮屈となっていた。

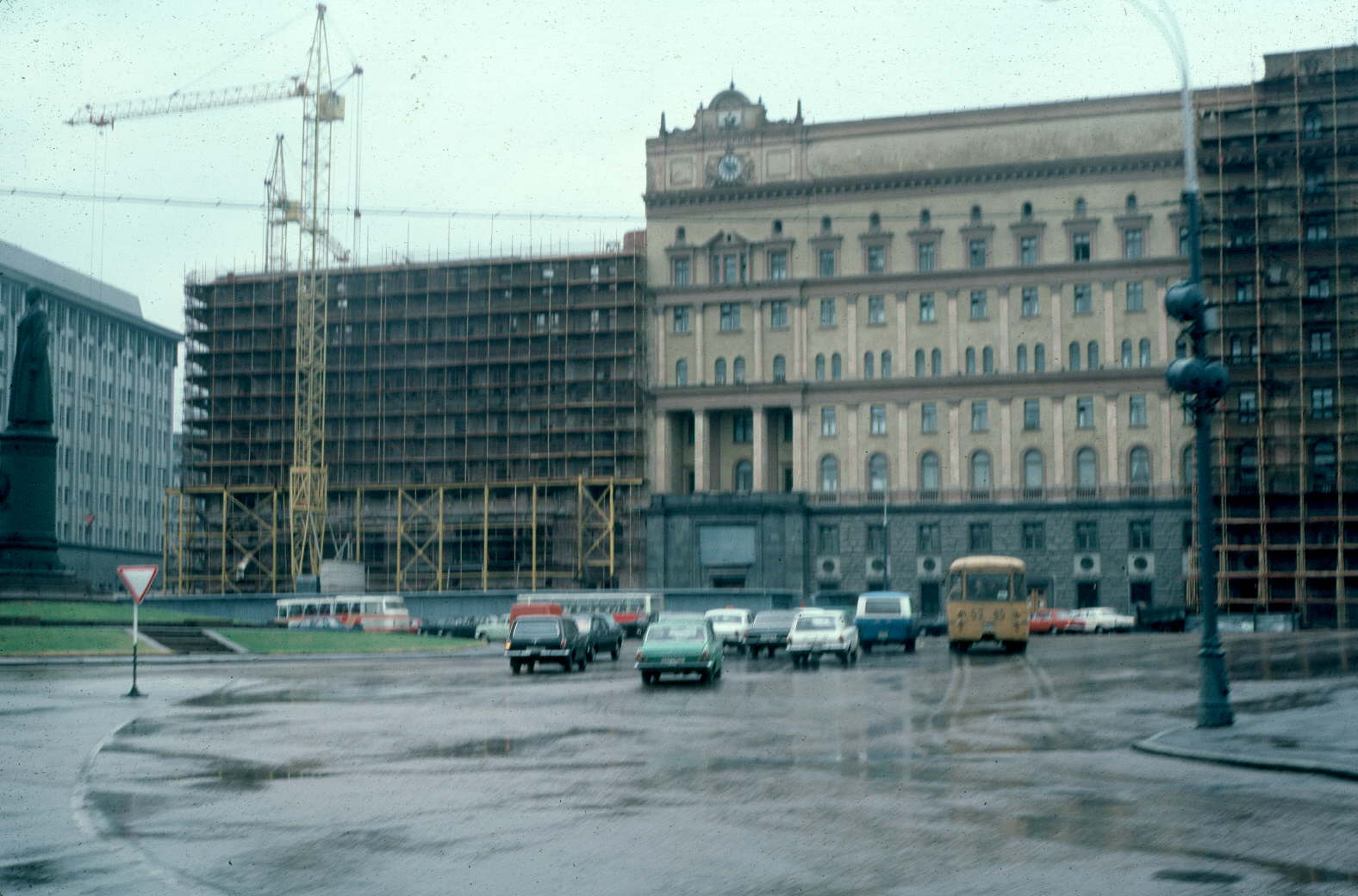
1983年改装中のルビャンカ。左半分が低い。

1940年に、ソ連で有名な建築家シューセフは階層を増やし、周囲の建物を取り壊して、ルビャンカの大きさを二倍にするよう依頼された。シューセフの設計は新ルネサンス様式を強調したものだった。しかし、戦争が勃発したのとその他の問題で、左正面のみ1940年代に増築されたに過ぎなかった。この左右非対称の状態は、1983年にユーリ・アンドロポフがシューセフの設計案で、左右対称の状態にするよう提案するまで変わらないままだった。
ヨシフ・スターリンの死後にルビャンカでの尋問は中止されたが、ルビャンカは圧政の象徴として位置づけられ続けた。グラスノスチにより赤色テロの詳細が暴露されると、大粛清犠牲者の家族らによる人権団体メモリアルにより、ソ連初の強制収容所であるソロヴェツキー強制収容所跡地から取った石で作ったソロヴェツキーの石が1990年10月30日に設置された。その位置は、ジェルジンスキー広場を挟んでジェルジンスキー像の正面に位置していた。
また、1991年のソ連崩壊までは、建物の前をソビエト連邦政府に無許可で撮影すると警察に逮捕されることもあった。

## ジェルジンスキー像
ルビャンカの正面にあったチェーカーの創設者、フェリックス・ジェルジンスキーの像は、1958年に建立された。ソ連の秘密警察及び対外謀報部を管轄する組織の名称が幾度となく変更されたにも拘らず、その本部はずっとこの建物のままだった。この組織の長官のラヴレンチー・ベリヤからユーリ・アンドロポフまでこの建物の三階で、ジェルジンスキーの像を見下ろす形となった。
1991年のソ連8月クーデター失敗の直後、共産主義の象徴だったジェルジンスキー像は撤去された。

## 受刑者・収監者
シドニー・ライリーやラウル・ワレンバーグは抑留され、拷問にかけられて尋問された。またモスクワ裁判の被告人たちはルビャンカの刑場で処刑されている。
ボルシェヴィキは、「社会主義的人間（Socialist man）、ソビエト的人間（ソビエト・マン、Soviet Man）」という新たな人間類型の創出を目指し、1930年代後半までに、ドイツ人や日本人の捕虜、ポーランド人、韓国人、中国人、政治囚、ユダヤ人を含む「民族主義者」などが、モスクワのルビャンカ刑務所で医学実験に用いられた。
1940年にはタタール人の「ムスリム民族共産主義」革命家ミールサイト・スルタンガリエフがルビャンカ監獄で銃殺刑に処せられた。
第二次世界大戦後はアドルフ・ヒトラーの側近だったローフス・ミシュやハルピン特務機関長を務めていた陸軍中野学校初代校長秋草俊が収監されている。
ルビャンカの地下室の囚人は、アレクサンドル・ソルジェニーツィンは著作「収容所群島」で、ルビャンカ収容所の状態を卓越して表していると考えたという。
ボリス・サヴィンコフ（社会革命党）、オシップ・マンデリシュターム（詩人）、ヴワディスワフ・アンデルス（ポーランド軍人）らも収監された。

## ソ連崩壊以後
KGBの解散後、ルビャンカは後にロシア連邦保安庁（FSB）本部となり、加えて、KGB博物館が大衆に公開された（ただし、見学には事前の許可が必要）。
1999年11月11日にルビャンカで火災が発生した。4人のFSB職員が怪我を負ったが、怪我は比較的軽かった。火事は後に電気配線の欠陥だと調査の結果分かった。
2010年3月29日早朝、庁舎近くにある地下鉄ルビャンカ駅で女性による自爆テロ事件が発生した（モスクワ地下鉄爆破テロ (2010年)参照）。
2013年、10月革命以降の赤色テロにより殺害された致命者らを顕彰する教会の建造がスレテンスキー修道院により許可され、10月革命100周年に当たる2017年に殉教者懺悔者のためのルビャンカ教会として完成した。その場所は、赤色テロの象徴であるルビャンカの隣である。